# Чэнь Хуншоу
Чэнь Хуншо́у (кит. трад. 陳洪綬, упр. 陈洪绶, пиньинь Chén Hóngshòu; 1598 или 1599—1652) — выдающийся китайский художник, график, поэт, иллюстратор и каллиграф.

## Жизнь и творчество
Отец Чэнь Хуншоу умер, когда ему было всего девять лет, и воспитанием мальчика занимался его дядя. Талант художника проявился у Чэнь Хуншоу ещё в детстве, тогда же начинает изучать рисунок. Так, в Ханчжоу он делает копии с 72 изображений мудрецов, оставленных известным живописцев эпохи Северная Сун, Ли Гунлинем. Мастер дважды приезжает в Пекин, во время второго своего пребывания в столице Чэнь Хуншоу получает разрешение на посещения императорской Академии. В Академии художник работает во дворце-хранилище наиболее выдающихся произведений китайской живописи и каллиграфии, в том числе и портретов императоров.
К моменту, когда Чэнь Хуншоу был признан достойным работать в столичной Академии, его слава и популярность достигают в Китае своей наивысшей точки. Он считается один из двух лучших мастеров рисунка страны, «мастером Юга» (наряду с Цуй Цзычжуном, имевшим титул «мастер Севера»).
Первый творческий период художника завершается с падением в Китае империи Мин и самоубийства императора. Чэнь Хуншоу возвращается на родину, живёт и работает в провинции. Так как Чэнь Хуншоу отказывается работать на новые маньчжурские власти — и остаётся при этом своём решении до конца жизни — его на некоторое время арестовывают. После освобождения мастер в течение года живёт в буддийском монастыре в Шаосине. Вернувшись домой, он живёт продажей своих работ как свободный художник. Источники указывают, что уже в почтенном возрасте художник имел склонность к употреблению алкогольных напитков.
Могила Чэнь Хуншоу близ Шаоcинa сохранилась до наших дней. Его биография вошла в составленный современником Чэнь Хуншоу, собирателем произведений искусства и учёным Чжоу Лянгуном сборник сведений о художниках «Тугуалу». Чэнь Хуншоу в настоящее время известен как один из наиболее выдающихся художников Китая. Его работы относятся по тематике к самым различным областям живописи. Он превосходный пейзажист, портретист, оставил прекрасные изображения птиц, цветов, а также женские образы. Иллюстрировал классические произведения китайской литературы («Разбойники с болота Ляншань», «Западный флигель» Ван Шифу).
Одним из лучших произведений Чэнь Хуншу в жанре фигуративной живописи считается хранящаяся в музее «Гугун» картина «Шэнъань украшает волосы цветами», изображающая опального сановника, отправленного в далёкие края, и отразившая чувство подавленности художника в период заката династии Мин.

## Галерея
- Цветущий лотос
- Шэнъань украшает волосы цветами
- Погонщик волов
- Ветвь магнолии на высящейся скале
- Цветы на стихотворении
- Портрет дамы
- Портрет поэта Тао Цяна
- Путники
- Четыре радости Нан Шенлу.
- Хризантемы на скале
- Из альбома Мон Ю (1650)
- Возвращение домой. Лист из альбома Сцены жизни Тао Цяна (1650)
- Гора пяти водопадов